# Square Marcel-Rajman
Le square Marcel-Rajman est une voie située dans le quartier de la Roquette du 11e arrondissement de Paris, en France.

## Situation et accès
Cette voie, qui s'apparente à une place, est située dans le prolongement et devant l'entrée du « vrai » square de la Roquette.

## Origine du nom
Elle porte le nom du FTP MOI, membre de l'Affiche Rouge, Marcel Rajman (1923-1944), fusillé au mont Valérien après l'exécution du ministre allemand Julius Ritter, chargé du STO en France.

## Historique
Ce square d'une surface de 1 330 m2 est créé en 1994 sur l'emprise de la rue Merlin. 

## Bâtiments remarquables et lieux de mémoire
- Le 15 février 2015, un buste de Marcel Rajman, œuvre du sculpteur Denis Chetbonne, a été dévoilé au centre du square[2].
- Accès au square de la Roquette.